# Епископский дворец (Малага)

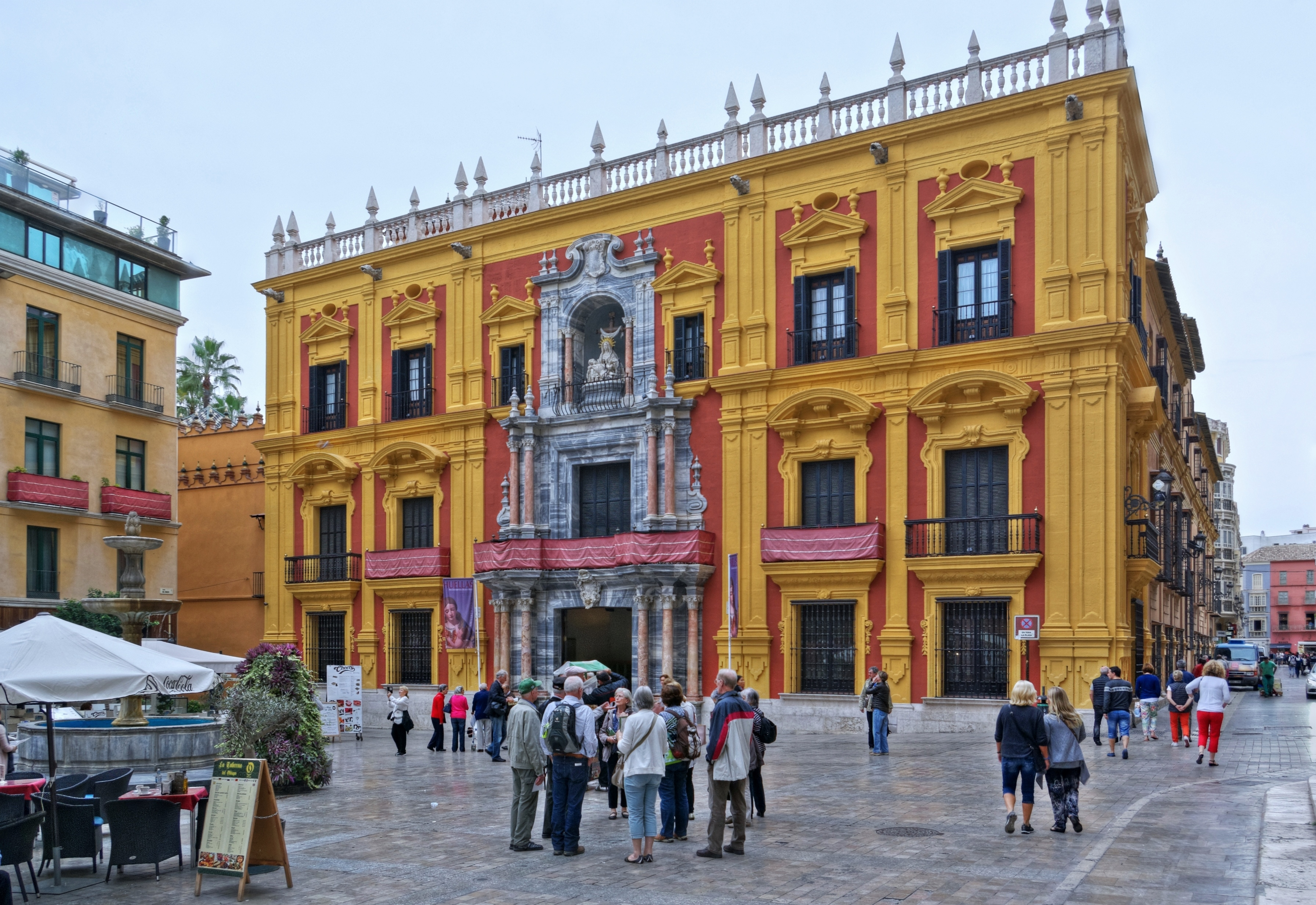
Фасад Епископского дворца в Малаге

Епископский дворец в Малаге (исп. Palacio Episcopal) — барочный дворец в историческом центре Малаги на площади Обиспо недалеко от Малагского собора. Объект культурного наследия Испании. В настоящее время в здании также размещается музей. Дворец в три этажа был возведён по проекту архитектора Хосе де Бады, а после его смерти строительство было завершено под руководством архитектора Антонио Рамоса и примечателен искусно оформленным главным фасадом.
Епископский дворец на площади Обиспо и Малагский собор выступили декорациями в фильме «Мост короля Людовика Святого» 2004 года в качестве города в колониальном Перу XVIII века.